# Cyberlore Studios
Cyberlore Studios là một hãng phát triển trò chơi máy tính có trụ sở tại Northampton, Massachusetts, Mỹ. Công ty này được Lester Humphreys, Ken Grey và Herb Perez thành lập năm 1992. Kể từ đấy, họ chú tâm vào việc sản xuất các bản mở rộng cho MechWarrior 4, Heroes of Might and Magic II và Warcraft II: Tides of Darkness. Họ còn sản xuất trò Playboy: The Mansion vào năm 2004, được coi là một tựa game mô phỏng dựa trên cuộc đời của Hugh Hefner và Playboy, và một phiên bản PlayStation 2 của board game cổ điển Risk. Trò chơi đáng chú ý nhất của họ là Majesty: The Fantasy Kingdom Sim, có mẫu concept ban đầu do Jim DuBois, làm việc trong vai trò một nhà thiết kế cao cấp tại đây tạo ra.
Năm 2005, Cyberlore đã ngừng quá trình phát triển các tựa game giải trí tổng hợp sau sự sụp đổ của nhà phát hành Hip Games, và sự sa thải tiếp theo gần 2/3 nhân viên của họ. Công ty lại tập trung vào thể loại trò chơi nghiêm túc hướng về thị trường đào tạo doanh nghiệp, dưới cái tên công ty mới Minerva.

## Game
- Al-Qadim: The Genie's Curse (1994)
- Entomorph: Plague of the Darkfall (1995)
- Warcraft II: Beyond the Dark Portal (1996)
- Heroes of Might and Magic II: The Price of Loyalty (1997)
- Deadlock II: Shrine Wars (1998)
- Majesty: The Fantasy Kingdom Sim (2000)
- Majesty: The Northern Expansion (2001)
- MechWarrior 4: Black Knight (2001)
- MechWarrior 4: Mercenaries (2002)
- Risk: Global Domination (2003)
- Playboy: The Mansion (2004)

Bên cạnh đó Cyberlore còn hỗ trợ cho các tựa game của các nhà phát triển khác gồm:
- Pool of Radiance: Ruins of Myth Drannor (2001, Windows)
- Star Trek: Away Team (2001, Windows)